# Carl Woebcken (Pastor)
Carl Ernst Heinrich August Woebcken (* 18. Oktober 1878 in Neuenburg; † 31. August 1965 in Sillenstede) war ein deutscher Theologe, Pastor und Historiker.

## Leben
Carl Woebcken wurde als Sohn des Pastors Carl Wöbcken (1846–1903) und dessen Ehefrau Wilhelmine geb. Schüßler (1849–1923) in Neuenburg geboren und verbrachte seine Kinder- und Jugendjahre im Pfarrhaus in Sillenstede. Er besuchte das Mariengymnasium in Jever und studierte danach von 1896 bis 1900, dem Vater folgend, Theologie in Göttingen und Halle. Während seines Studiums trat er 1896 der Burschenschaft Germania Göttingen und 1897 der Verbindung Tuiskonia Halle bei, beide im Schwarzburgbund.
Nach dem Theologiestudium wurde er kurze Zeit Hauslehrer in Pommern und anschließend Aushilfs- und Vakanzprediger in Varel, Schönemoor und Ganderkesee. Im August 1903 legte er das Examen ab und wurde nach einer vorübergehenden Tätigkeit als Hilfsprediger in Osternburg Pfarrer der Evangelisch-Lutherischen Kirchengemeinden Altenesch (1904–1911) und Sillenstede (1911–1947).
Bereits während seiner Ausbildung beschäftigte sich Woebcken mit Familienforschung und regionaler Geschichte und wurde schriftstellerisch tätig. 1917 bat ihn der mit ihm befreundete Rüstringer Bürgermeister Emil Lueken um Mitarbeit bei der soeben gegründeten Zeitschrift „Die Tide“. Woebcken verfasste daraufhin nach dem Vorbild der Wanderungen durch die Mark Brandenburg von Theodor Fontane eine Reihe kulturhistorischer Skizzen und Ortsbeschreibungen Ostfrieslands, die bei der Leserschaft sehr erfolgreich war und 1919 in Buchform unter dem Titel Wanderfahrten durch das Friesenland veröffentlicht wurden. Kurz darauf folgten die Werke Friesische Schlösser und Oldenburger Wanderungen, denen ähnlicher Erfolg beschieden war.
Ab 1920 arbeitete Woebcken zusammen mit dem Wilhelmshavener Hafenbaudirektor Wilhelm Krüger und dem oldenburgischen Lehrer und Marschenforscher Heinrich Schütte an mehreren geologisch-hydrographischen Studien.
Weiterhin veröffentlichte er Arbeiten über die Einführung des Christentums im östlichen Teil Frieslands sowie über die geschichtliche Entwicklung der evangelischen Kirche im Kreis Friesland, zudem über die Küsten- und Wurtenforschung. Vorrangig widmete er sich in Schriften und Vorträgen der Geschichte der Friesen.
Auf seine Initiative fand im August 1925 in Jever eine Zusammenkunft von „Freunden friesischer Geschichte und Literatur“ statt. Diesem ersten „Friesenkongress“ folgten weitere in Leeuwarden (1927), in Husum (1930, hier Gründung eines „Friesenrates“ mit Delegierten aus Nord-, Ost- und Westfriesland) und in Medemblik (1937).
Carl Woebcken griff auch in eine zeitgeschichtliche Diskussion ein: 1935 protestierte er als evangelischer Pastor gegen die kirchenfeindliche Tendenz des Schauspiels „De Stedinge. Vom Untergang eines Volkes“ von August Hinrichs und kritisierte die Vereinfachung historischer Befunde in einem Brief an den Autor, worin es heißt: „Nirgends finde ich in den Berichten der Zeitgenossen, dass Priester verjagt sind. Ich finde auch nirgends, dass Gefangene lebendig verbrannt sind.“ Das umstrittene Volksstück von 1934 handelt von der Schlacht bei Altenesch, in der ein Kreuzritterheer die Bauernrepublik Stedingen vernichtet hatte. Hinrichs schrieb das Stück zur 700-Jahr-Feier der Schlacht in Altenesch, wo es auch erstmals aufgeführt wurde.
1948 wurde Woebcken aus gesundheitlichen Gründen emeritiert. Er war seit dem 25. September 1912 verheiratet mit Antonie Sophie Wilhelmine geb. Minssen (1879–1963), der Tochter des Medizinalrats Heinrich Minssen (1847–1932). Sie gehörte damit einer in Jever ansässigen Gelehrtenfamilie an, zu der auch der Sprachwissenschaftler Johann Friedrich Minssen (1823–1901) gehörte. Das Ehepaar hatte zwei Kinder.
Carl Woebcken wurde auf dem Warftenfriedhof neben der St.-Florian-Kirche in Sillenstede beigesetzt.

## Ehrungen
- 1949 wurde ihm von der Ostfriesischen Landschaft das Indigenat verliehen.[3][4]
- Anlässlich seines 80. Geburtstages wurde er 1958 mit dem Bundesverdienstkreuz ausgezeichnet.[5][4]
- In Sillenstede wurde der Carl-Woebcken-Weg an der St.-Florian-Kirche nach dem Pastor benannt.[2]
- Die Stadt Jever benannte die Carl-Woebcken-Straße nach ihm.

## Publikationen (Auswahl)
- Wanderfahrten durch das Friesenland. Wilhelmshaven 1919 (5. Aufl.: 1982; ISBN 3-920602-26-9).
- Friesische Schlösser. Mit Federzeichnungen von G. E. Baumann. Wilhelmshaven 1922.
- Friesische Kirchen. Bremen/Wilhelmshaven 1923.
- Oldenburger Wanderungen. Bremen 1923.
- Deiche und Sturmfluten an der deutschen Nordseeküste. Bremen/Wilhelmshaven 1924.
- Die Entstehung des Dollart. Aurich 1928.
- Jever. Die Stadt der Kunst, der Sage und Geschichte. Jever i. O. 1930 (3. Aufl. DNB 578406241).
- Das Land der Friesen und seine Geschichte. Oldenburg 1932.
- Die Schlacht bei Altenesch am 27. 5. 1234 und ihre Vorgeschichte. Veröffentlicht in: OJb, Jahrgang 37, 1933, Seiten 5 bis 35.
- Die Entstehung des Jadebusens. Aurich 1934.
- Die großen Sturmfluten an der deutschen Nordseeküste bis zum Ausgang des Mittelalters. Hildesheim 1941.
- Die Anfänge der Herrlichkeit Kniphausen. Veröffentlicht in: OJb, 46/47, 1942/43, Seiten 25 bis 42.
- Die Meeresbuchten an der deutschen Nordseeküste. Oldenburg 1943.
- Kurze Geschichte Ostfrieslands. Jever/Oldbg. 1949.
- Mein Lebenslauf, 1949. Veröffentlicht in: Archiv der Ostfriesischen Landschaft. Aurich 1949.
- Die Einführung des Christentums in dem östlichen Teil Frieslands. Veröffentlicht in: Jahrbuch der Gesellschaft für niedersächsische Kirchengeschichte. Jahrgang: 47. 1949.
- Die Reformation in Jever und Kniphausen, ebd., 49, 1951, S. 103–105.
- Jeverland. Gewesenes u. Gebliebenes. Jever o. J. (1961) DNB 455728933.